# Alan Reid Smith
Alan Reid Smith (1943 — ) é um botânico e professor universitário norte-americano, especialista em Pteropsida.

## Biografia
Estudou na Iowa State University. Em 1967, fez um curso na Costa Rica, onde se apaixonou pelos fetos tropicais.
Em 1969, trabalhou na Divisão de Pteridophyta e Gramineae no herbário da Universidade da Califórnia, em Berkeley, onde continua.
De 1997 a 1998 investigou a filogenética entre fetos e parentes, e especificamente na famílias Polypodiaceae / Grammitidaceae , Hymenophyllaceae, Thelypteridaceae e o género Equisetum.
Com colegas do Missouri Botanical Garden, efectuou estudos florísticos de fetos da Venezuela, Bolívia, México, Moorea Polinésia Francesa e Ilhas Cook, o que levou à identificação completa de fetos exóticos para o herbário. Trabalhou em estreita colaboração com Reid Venable Moran (1916-2010) no estudo da biogeografia dos fetos em África e América, num contexto evolutivo.
Smith é editor do projeto Flora of North America, sobre a florística moderna de plantas vasculares e musgos, dos EUA, Canadá, Gronelândia. O seu último trabalho é A classification of extistent ferns, de 2005, uma taxonomia e filogenética dos fetos.

## Publicações
Entre muitas outras, é autor das seguintes publicações:
- a.r. Smith, 1971. Systematics of the neotropical species of Thelypteris sect. Cyclosorus. Univ. Calif. Publ. Bot. 59: 1-143
- -----. 1972. Comparison of fern and flowering plant distributions with some evolutionary interpretations for ferns. Biotropica 4: 4-9
- -----. 1981. Pteridophytes. En D. E. Breedlove, ed., Flora of Chiapas, Part 2. Pag. 1-370. San Francisco: California Academy of Sciences
- -----, s. Koptur, i. Baker. 1982. Nectaries in some neotropical species of Polypodium (Polypodiaceae): preliminary observations and analyses. Biotropica 14: 108-113
- -----. 1983. Polypodiaceae -- Thelypterideae. [Family 14(4)]. N.º 18 (p. 1-148) of Flora of Ecuador, eds. G. Harling and B. Sparre. Stockholm: Swedish Research Council
- -----. 1986. Revision of the neotropical fern genus Cyclodium. Amer. Fern J. 76: 56-98
- -----, s. Whitmore. 1991. Recognition of the tetraploid, Polypodium calirhiza (Polypodiaceae) in western North America. Madroño 38: 233-248
- -----. 1992: Pteridophyta of Peru. Part III. 16. Thelypteridaceae. Fieldiana, Bot., n.s. 29: 1-80
- -----, l.e. Bishop. 1992. Revision of the fern genus Enterosora (Grammitidaceae) in the New World. Syst. Bot. 17: 345-362
- -----, w.h. Wagner jr. 1993. Pteridophytes of North America. Pag. 247-266 in Flora of North America north of Mexico, Vol. 1, ed. Flora of North America Editorial Committee. Oxford University Press, Nueva York
- -----. 1993. Phytogeographic principles and their use in understanding fern relationships. J. Biogeogr. 20: 255-264
- -----, l.e. Bishop, r.j. Hickey, k.u. Kramer, d.b. Lellinger, j.t. Mickel, r.c. Moran, b. Øllgaard. 1995. Flora of the Venezuelan Guayana, vol. 2, Pteridophytes, Spermatophytes: Acanthaceae--Araceae. ed. J. A. Steyermark, P. E. Berry, and B. K. Holst. Timber Press, Portland
- -----. 1995 [1996]. Non-molecular phylogenetic hypotheses for ferns. Amer. Fern J. 85: 104-122
- -----, k.m. Pryer, j.e. Skog. 1995 [1996]. Phylogenetic relationships of extant ferns based on evidence from morphology and rbcL sequences. Amer. Fern J. 85: 205-282
- -----, b. León, h. Tuomisto, h. van der Werff, r.c. Moran, m. Lehnert, m. Kessler. 2005. New records of Pteridophytes for the flora of Peru. SIDA 21(4): 2321 – 2342
- -----, k.m. Pryer, e. Schuettpelz, p. Korall, h. Schneider, p.g. Wolf. 2006. A classification for extant ferns. Taxon. 55 (3), 2006, blz. 705–731. A classification for extant ferns (pdf, 424 kB)

### Livros
- 1971. Systematics of the neotropical species of Thelypteris section Cyclosorus. 143 pp. ISBN 0520093968
- 1975. New species and new combinations of ferns from Chiapas, Mexico. 230 pp.
- 1980. Taxonomy of Thelypteris subgenus Steiropteris, including Glaphyropteris (Pteridophyta). Volumen 76 de University of California publications in botany. 38 pp. ISBN 0520096029
- john Mickel, alan reid Smith. 2004. The pteridophytes of Mexico. Volumen 88 de Memoirs of the New York Botanical Garden. 1.054 pp. ISBN 0893274585